# Rocznik Chełmski
Rocznik Chełmski – czasopismo o profilu historycznym, przyrodniczym i społecznym ukazujące się od 1995 roku w Chełmie. Publikowane są w nim artykuły naukowe, recenzje oraz kronika dotyczące historii Chełma i ziemi chełmskiej. Wydawcą Rocznika Chełmskiego są instytucje: Stowarzyszenie Rocznik Chełmski, Chełmska Biblioteka Publiczna im. M. P. Orsetti w Chełmie, Państwowa Akademia Nauk Stosowanych w Chełmie oraz Muzeum Ziemi Chełmskiej im. Wiktora Ambroziewicza w Chełmie. Komitet redakcyjny tworzą: Robert Kozyrski (redaktor naczelny), Agata Szewczuk (Sekretarz Redakcji), Beata Akomjakowa, Andrzej Bronicki, Małgorzata Chmielewska, Stanisław Dubaj, Diego Sola Garcia, Zygmunt Gardziński, Idesbald Goddeeris, Emil Horoch, Natalia Jędruszczak, Paweł Kiernikowski, Witalij Makar, Roman Małek, Andrzej Rybak, Małgorzata Stryjecka, Witalij Telwak, Zbigniew Zaporowski. W Roczniku Chełmskim publikowane są artykuły badaczy naukowych związanych z ośrodkami uniwersyteckimi krajowymi i zagranicznymi, historyków-regionalistów oraz szerokiego grona współpracowników. Każdy zeszyt tematyczny zawiera działy: Artykuły (w tym Z zagranicy), Człowiek i Środowisko, Materiały, Z żałobnej karty, Recenzje i Kronika. Każdy nowy numer Rocznika Chełmskiego ukazuje się raz w roku, w miesiącu styczniu. Do tej pory ukazało się 28 tomów Rocznika Chełmskiego.